# Laktátok
A laktátok a tejsav (E270) sói. A természetben is előfordulnak, elsősorban a baktériumok okozta erjedés során keletkeznek. Ipari keretek között keményítő, vagy melasz erjesztésével állítják elő őket. Az emberi szervezetben a vastagbélben is megtalálhatók.

## Felhasználásuk
Elsősorban tartósítószerként alkalmazzák őket, mert meggátolják egyes gombafajok szaporodását. Ezen kívül az élelmiszerek kiszáradását meggátolandó adalékanyagként, vagy antioxidánsként is alkalmazzák. Előfordulhatnak sajtokban, cukrászipari termékekben, lekvárokban, levesekben, valamint konzerv gyümölcsökben. Napi beviteli mennyiségük nincs maximálva.

## Egészségügyi hatások
Gyermekeknek szánt termékek nem készülhetnek D- vagy DL-tejsavból és ezek sóiból, mert náluk még nem fejlődött ki a tejsav ezen izomerjeinek lebontására való enzim.
Bár a név hasonló, a laktátoknak és a laktátnak semmi közük sincs a laktózhoz, ami a tejben található cukor, így tejérzékeny vagy laktóz-intoleranciában szenvedő emberek is fogyaszthatják.

## Élelmiszerekben előforduló laktátok
- E325 nátrium-laktát
- E326 kálium-laktát
- E327 kalcium-laktát
- E329 magnézium-laktát

## Külső források
- http://www.food-info.net/uk/e/e325.htm
- http://www.food-info.net/uk/e/e326.htm
- http://www.food-info.net/uk/e/e327.htm